# Washington megye (Nebraska)
Washington megye az Amerikai Egyesült Államokban, azon belül Nebraska államban található. Megyeszékhelye és legnagyobb városa Blair. Lakosainak száma 20 865 fő (2020. április 1.). Washington megye Burt, Douglas, Dodge, Harrison és Pottawattamie megyékkel határos.

## Népesség
A megye népességének változása:
| Lakosok száma | 20 275 | 20 267 | 20 283 | 20 223 | 20 248 | 20 865 |
|               | 2010   | 2011   | 2012   | 2013   | 2015   | 2020   |